# Track & Field II
Track & Field II (i Japan Konamik Sports in Seoul) släpptes i Japan i september 1988, och är uppföljaren till Track & Field. Spelet utvecklades av Konami till Nintendo Entertainment System. och trots siffran II är det spel nummer fyra i serien. Det olympiska temat fortsätter, med mer realism när man väljer ett land att representera. I tävlingsserien finns 15 sporter, av vilka två finns tillgängliga som bonusomgångar i "Olympic mode". Som namnet på japanska anger, är spelet baserat på olympiska sommarspelen 1988 i Seoul, Sydkorea, bland annat med introduktionen av taekwondo (koreansk kampsport).

## Inriktningar
- Training grundläggande träning i grenarna för att testa spelarens förmågor.
- Olympic, historieberättande del där man representerar sitt land och tävlar med världseliten.
- Versus är när man spelar mot en kompis.

## Grenar
- Fäktning
- Trestegshopp
- Frisim
- Höga hopp
- Lerduveskytte
- Släggkastning
- Taekwondo
- Stavhopp
- Kanotsport
- Bågskytte
- Häcklöpning
- Horisontell ribba
- Hängflygning (bonusgren)
- Armbrytning (enbart i "Versus Mode")
- Pistolskytte (bonusgren)

(Trestegshopp, frisim, lerduveskytte, stavhopp, och armbrytning finns även i Hyper Sports. Släggkastning och häcklöpning fanns från början i ursprungligen Track and Field. Även om gymnastik fanns i Hyper Sports, innehöll spelet hopp i stället för horisontell ribba.)

## Länder
- USA
- Sydkorea
- Sovjetunionen
- Kina
- Västtyskland
- Kanada
- Storbritannien
- Kenya
- Frankrike
- Japan

## Övrigt
Spelet har kodfunktion som låter spelaren fortsätta där den senast var.